# 陳明文
陳明文（1954年5月13日—），中華民國政治人物，民主進步黨籍，屬於「英派」成員，生於嘉義縣朴子市，現任台灣世代教育基金會董事長，曾任立法委員、嘉義縣縣長、嘉義縣議會議長、議員、臺灣省議會議員、民進黨中央執行委員、中央常務委員。
陳明文為嘉義客運界名人陳福三之子，也是嘉義縣林派掌門人。2000年以前曾為中國國民黨籍立法委員，其後退黨成為無黨籍人士。在陳水扁延攬之下加入民主進步黨，2008年蔡英文訪美期間曾暫代民主進步黨主席。

## 經歷
1977年，國立嘉義農專食品加工科畢業後（今國立嘉義大學食品科學系），以23歲的年齡當選嘉義縣議員。1981年連任縣議員，並被選為嘉義縣議會議長，成為全國最年輕的議長。
2000年，因未獲中國國民黨嘉義縣提名，遂宣佈不再重新參與黨員登記，退出國民黨。2001年，因原民主進步黨嘉義縣縣長參選人何嘉榮因有官司問題，在陳水扁邀請下加入民進黨，並與何嘉榮進行民調獲勝，代表民進黨參選嘉義縣縣長，而何嘉榮也因官司判決有罪確定而喪失參選資格，完成嘉義縣縣長的首次政黨輪替。
2008年，在黨主席蔡英文訪問美國期間被委任代理黨主席。
2012年中華民國立法委員選舉中當選嘉義縣第二選舉區立法委員，並在2016年中華民國立法委員選舉以65%得票率連任，其後陳明文有意參選立法院院長選舉，經高雄市市長陳菊協調，與民主進步黨立法院黨團總召集人柯建銘、蘇嘉全協商，由蘇嘉全代表民進黨參選，促成首次由民進黨人士擔任立法院院長。

## 選舉紀錄
| 年度 | 選舉屆數               | 選舉區               | 所屬政黨   | 得票數  | 得票率 | 當選標記 | 備註 |
| ---- | ---------------------- | -------------------- | ---------- | ------- | ------ | -------- | ---- |
| 1977 | 第九屆嘉義縣議員選舉   |                      | 中國國民黨 |         |        |          |      |
| 1981 | 第十屆嘉義縣議員選舉   |                      | 中國國民黨 |         |        |          |      |
| 1985 | 第八屆臺灣省議員選舉   | 嘉義縣選舉區         | 中國國民黨 | 60,805  | 26.35% |          |      |
| 1989 | 第九屆臺灣省議員選舉   | 嘉義縣選舉區         | 中國國民黨 | 59,403  | 23.30% |          |      |
| 1994 | 第十屆臺灣省議員選舉   | 嘉義縣選舉區         | 中國國民黨 | 83,434  | 28.59% |          |      |
| 1998 | 第四屆立法委員選舉     | 嘉義縣立法委員選舉區 | 中國國民黨 | 54,043  | 19.81% |          |      |
| 2001 | 第十四屆嘉義縣縣長選舉 | 嘉義縣               | 民主進步黨 | 124,757 | 47.22% |          |      |
| 2005 | 第十五屆嘉義縣縣長選舉 | 嘉義縣               | 民主進步黨 | 183,476 | 62.69% |          |      |
| 2010 | 第七屆立法委員補選     | 嘉義縣第二選舉區     | 民主進步黨 | 57,451  | 67.92% |          |      |
| 2012 | 第八屆立法委員選舉     | 嘉義縣第二選舉區     | 民主進步黨 | 86,828  | 55.20% |          |      |
| 2016 | 第九屆立法委員選舉     | 嘉義縣第二選舉區     | 民主進步黨 | 88,538  | 65.18% |          |      |
| 2020 | 第十屆立法委員選舉     | 嘉義縣第二選舉區     | 民主進步黨 | 72,141  | 46.14% |          |      |

## 家族成員
- 父親：陳福三，嘉義客運界名人。
- 哥哥：陳明仁，曾任國民黨籍國民大會代表、國民黨國大黨團書記長、國票金控總經理、中國輸出入銀行總經理、彰化銀行常務董事、全國農業金庫總經理等職。
- 大兒子：陳冠廷，現任立法委員（與陳明文同為嘉義縣第二選舉區）。
- 小兒子：陳政廷
- 女兒：陳冠穎，曾任桃園市政府青年局局長。
- 姪子：陳怡岳，曾任嘉義縣議員，現任嘉義縣議會副議長。

## 司法事件

### 民雄污水下水道工程弊案
- 2007年5月，陳明文涉嫌民雄污水下水道工程弊案，被懷疑在招標過程中洩露底標（新台幣6億5,400萬元，得標的偉盟公司以6億5,380萬元投標）給特定業者以牟取不法利益遭檢調監聽（投標前一日監聽到「底價654」[7]），直到2008年10月政黨輪替後有進一步動作，搜索縣政府及縣長官邸，並約談廠商及陳明文等縣政府官員，隨後聲押包括陳明文在內的部分人士，法院最後裁定陳明文以300萬元交保。

- 2008年10月28日，嘉義縣長陳明文被指控涉嫌洩漏民雄污水廠工程底標、圖利特定廠商而遭到聲押，法院認定無確切犯罪事實獲得交保，其後檢方抗告成功，嘉義地方法院28日再度召開聲押庭，傍晚做出最新裁定，陳明文和廠商賴文正都遭到收押禁見。11月21日法院裁定交保，陳明文否認檢方指控的犯行[8]。

- 2012年9月27日，台灣嘉義地方法院宣判陳明文涉下水道貪瀆案一審無罪，其辯護律師蔡碧仲將與陳研究對於無端羈押提出國家賠償之訴。

- 2017年9月，台南高分院二審以洩密罪改判陳明文6個月有期徒刑，可易科罰金，可上訴[9]。

### 大埔美開發案
2012年7月31日，嘉義地檢署偵辦大埔美香草藥草生技園區BOT案，被指涉嫌收取投標商潘忠豪賄賂的前後任嘉義縣長陳明文、張花冠分別以100萬元及300萬元交保候傳，潘忠豪15萬元交保，其餘包括前經建會副主委張景森等50多人全部請回。此案陳明文、張景森不起訴偵結。

## 爭議事件

### 反滲透法
2017年3月13日，民進黨立委陳明文等人提案制定《反滲透法》，理由是規範假新聞、避免假新聞影響政府施政，引發正反兩極的討論。
2017年3月16日，行政院院長林全在行政院會議表示，政府會參酌國際作法，基於維護網際網路自由開放的前提，用網路治理的概念，由業者及第三方團體建立「真實查核機制」遏制網路假新聞，而不會以立法或修法的方式來管理。

### 被指控為黑道探監
2021年4月29日，網紅陳之漢遭槍擊案，新北地方法院開庭審理寶和會涉案情況。時代力量前立委、陳之漢的委任律師黃國昌表示，寶和會犯下數起模式相同的槍擊案，買凶殺人後再交付槍手安家費，並當庭表示立委陳明文辦公室曾協助辦理黑幫成員特別接見槍手。
根據《蘋果新聞網》獨家取得公文顯示，陳明文去年確曾4度協助寶和會成員到嘉義監獄辦理受刑人的增加接見。翌日，陳明文稱此為陳情人拜託的「增加接見」，非謠傳的「特別接見」，屬一般選民服務，往後會篩選，也會檢討。

### 議員時期疑似買票
陳明文親生哥哥陳明仁對媒體表示，陳明文當年委託他操盤議員選舉，「一直到陳選上縣長前，他都不用花錢，就靠我（陳明仁）在每個鄉鎮市發錢，通知樁腳來取錢，陳明文只要向選民揮揮手就好。」陳明仁也說，家中以前是做小生意的，連陳明文自己選議員時，也很驚訝家裡哪來這麼多錢？因為每次選舉都要花上2億「至少選前3天到1週，他就打電話通知各個樁腳，過來把錢分裝好」，陳明仁更稱反正當時也沒有人來查。

## 外部連結
- 陳明文的Facebook專頁
- 陳明文的Instagram帳戶

| 中華民國政府職務      | 中華民國政府職務                                         | 中華民國政府職務      |
| --------------------- | -------------------------------------------------------- | --------------------- |
| 嘉義縣政府            |                                                          |                       |
| 前任： 李雅景         | 嘉義縣縣長 第十四、十五屆 2001年12月20日－2008年10月29日 | 繼任： 黃癸楠（代理） |
| 前任： 黃癸楠（代理） | 嘉義縣縣長 交保後復職 2008年12月9日－2009年12月20日      | 繼任： 張花冠         |